# Tetradium ruticarpum
Tetradium ruticarpum — вид древесных растений семейства Рутовые, произрастающих в Восточной, Юго-Восточной и Южной Азии.

## Распространение и экология
Встречается в Китае, в провинциях: Аньхой, Ганьсу, Гуандун, Гуанси, Гуйчжоу, Сычуань, Фуцзянь, Хубэй, Хунань, Хэбэй, Хэнань, Цзянси, Цзянсу, Чжэцзян, Шэньси, Юньнань. Также встречается в Бутане, Индии, Мьянме и Непале.
Растёт в лесах, чащах, на открытых местах на высотах от 100 до 3000 м.
Имеет среднюю теневыносливость. Естественно произрастает в USDA-зонах 7 и выше.

## Ботаническое описание

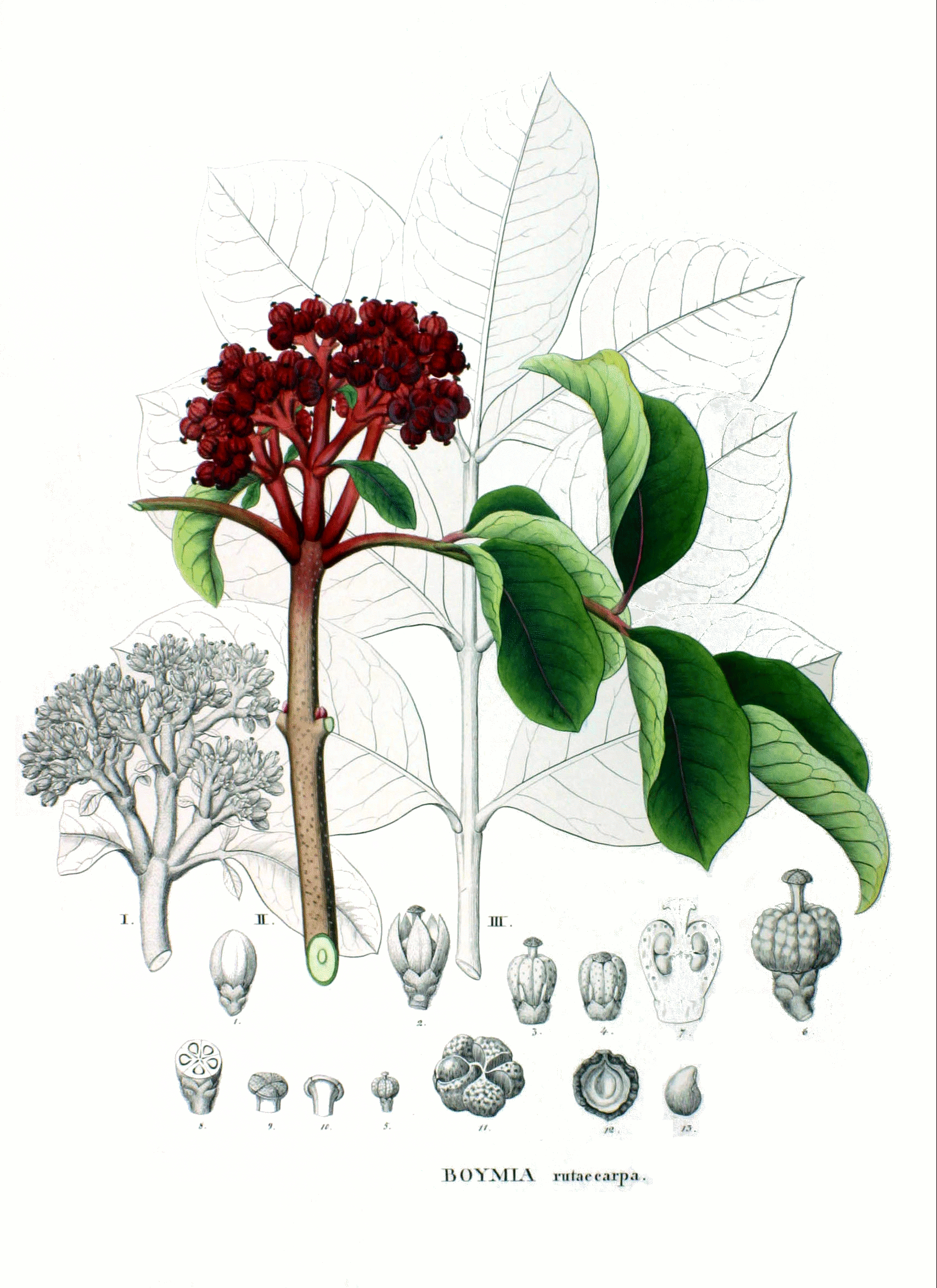
Ботаническая иллюстрация в книге Flora Japonica, Sectio Prima (Tafelband), 1870

Листопадное дерево или кустарник высотой 3—10 м.
Листья непарноперистые, длиной 15—40 см, состоят из (3)5—13(15) эллиптических или яйцевидных листочков с цельными или неравномерно зубчатыми краями.
Цветки однополые или обоеполые, 5-членные, собраны в округлые соцветия размерами 3—18 см. Растение однодомное или двудомное. Чашелистики длиной 0,5—1,2 мм. Лепестки зелёные, жёлтые или белые, длиной 3—5 мм. Семязачатков по два на плодолистик. Цветение происходит в апреле—июне.
Плоды состоят из пяти почти шаровидных листовок красного цвета, имеющих диаметр 4—6 мм. В каждой листовке по одному чёрному блестящему фертильному семени, спаренному со стерильным. Диаметр семени 3—5 мм. Плодоношение происходит в августе—ноябре.
Число хромосом: 2n = 76.

## Значение и применение
Tetradium ruticarpum может выращиваться в декоративных целях. Весьма привлекательно выглядит во время плодоношения благодаря насыщенно красным соплодиям, контрастирующим с зелёными перистыми листьями.
Имеет многочисленные медицинские применения. Плоды обладают болеутоляющими, глистогонными, аперитивными, вяжущими, ветрогонными, противоотечными, противозастойными, мочегонными, стимулирующими, способствующими пищеварению и утеротоническими свойствами. Тетрадиум оказывает согревающее действие на организм, помогает облегчить головную боль, используется при лечении гастрита, тошноты, отеков, авитаминоза и послеродовых болей. Частично созревшие плоды собирают в конце лета и высушивают для последующего использования. Также используется кора корня, которая обладает вяжущим и глистогонным действием. Экстракты растения проявляют противовирусную, противоопухолевую и противовоспалительную активность. Потенциально обладают антифертильными свойствами.